# Nancy Isime
Pour les articles homonymes, voir Isime.
Nancy Isime, née le 17 décembre 1991, est une actrice, mannequin et personnalité médiatique nigériane.

## Biographie

### Jeunesse et contexte
Nancy Isime est née dans l'État d'Edo, au sud du Nigeria, de parents nigérians d'origine esane. Après ses études secondaires supérieures à Benin City, elle obtient un diplôme à l'université de Lagos.
Nancy Isime perd sa mère à l'âge de cinq ans et est élevée par son père. Elle grandit à Lagos, où elle fait ses études primaires et secondaires. Elle part ensuite pour Benin City, où elle fait ses études secondaires. Elle suit un cours de base de six mois à l'Université de Port Harcourt dans l'État de Rivers avant d'obtenir un diplôme en travail social à l'université de Lagos.

### Carrière
Nancy Isime commence une carrière d'actrice dans la série télévisée Echoes en 2011. Elle est également présentatrice de télévision, connue pour avoir présenté l'émission de potins The Squeeze, l'émission technologique What's Hot et des segments en coulisses de la saison 7 de MTN Project Fame. En 2016, elle remplace Toke Makinwa en tant que présentatrice de l'émission populaire Trending sur HipTV,. Elle co-anime l'édition 2019 du prix The Headies avec Reminisce. Elle est également la présentatrice de The Voice Nigeria 2021. En 2019, Nancy Isime lance sa propre émission de télévision qu'elle appelle The Nancy Isime Show. En 2020, elle co-anime le prix The Headies avec Bovi. En 2022, elle joue dans la série originale Netflix Blood Sisters, jouant le rôle principal de Kemi, produite par le studio Ebonylife TV appartenant à Mo Abudu. En 2023, elle joue le rôle de Shalewa dans Shanty Town.

## Filmographie partielle

### Au cinéma
- 2016 : A Trip to Jamaica (en)  : One Lagos Presenter
- 2017 : Hire a Man (en) :  Teni Lawson
- 2018 : Merry Men: The Real Yoruba Demons (en)  : Sophie
- 2019 : Merry Men 2 (en)  : Sophie Obaseki
- 2019 : Levi (en) :  Somi
- 2019 : Living in Bondage: Breaking Free (en) : Stella
- 2019 : Made in Heaven (en)  : Verita
- 2020 : Kambili: Cap vers la trentaine (en) (Kambili: The Whole 30 Yards) : Kambili
- 2021 : The Razz Guy (en) : Nadine
- 2021 : The Silent Baron : Anita
- 2021 : Superstar (en) : Queen
- 2021 : Hustle (en) :  Chichi
- 2023 : She Must Be Obeyed (en)  : Victoria
- 2022 : The Set Up 2 (en) : Usi
- 2023 : Shanty Town (en) : Shalewa
- 2023 : Love in a Pandemic (en) :  Bolanle Davis
- 2024 : A Fresh Start (en) :  Pregnant Woman
- 2024 : Le Détournement de Robert O. Peters : Iyabo

### À la télévision
- 2022 : Blood Sisters (série télévisée) :  Kemi Sanya

## Prix et reconnaissances
| Année | Prix                                | Catégorie                               | Œuvre                       | Résultat   | Réf.   |
| ----- | ----------------------------------- | --------------------------------------- | --------------------------- | ---------- | ------ |
| 2016  | City People Entertainment Awards    | Best VJ of the Year                     |                             | Lauréat    | [ 13 ] |
| 2016  | Nigerian Broadcasters Merit Awards  | Sexiest On Air Personality (female)     | Hip TV                      | Lauréat    | [ 14 ] |
| 2017  | The Future Awards                   | Best On Air Personality (Visual)        |                             | Lauréat    | ,      |
| 2018  | Best of Nollywood Awards            | Best Actress in a Lead Role - English   | Disguise                    | Nomination | [ 17 ] |
| 2018  | City People Movie Awards            | Most Promising Actress (English)        |                             | Lauréat    | [ 18 ] |
| 2019  | City People Movie Awards            | Best Supporting Actress (English)       |                             | Lauréat    | [ 19 ] |
| 2019  | Best of Nollywood Awards            | Best Kiss in a Movie                    | Jofran                      | Lauréat    | [ 20 ] |
| 2019  | Best of Nollywood Awards            | Best Actress in a Lead role –English    | Jofran                      | Nomination | [ 21 ] |
| 2021  | Net Honours                         | Most Popular Media Personality (female) |                             | Nomination | [ 22 ] |
| 2021  | Net Honours                         | Most Searched Media Personality         |                             | Nomination | [ 22 ] |
| 2022  | Africa Magic Viewers' Choice Awards | Best Actress in A Comedy                | Kambili: The Whole 30 Yards | Nomination | [ 23 ] |
| 2022  | Africa Magic Viewers' Choice Awards | Best Actress in A Drama                 | Superstar                   | Nomination | [ 23 ] |
| 2023  | Eko Heritage Awards                 | Most stylish personality                |                             | Lauréat    | [ 24 ] |